# José Gaspar

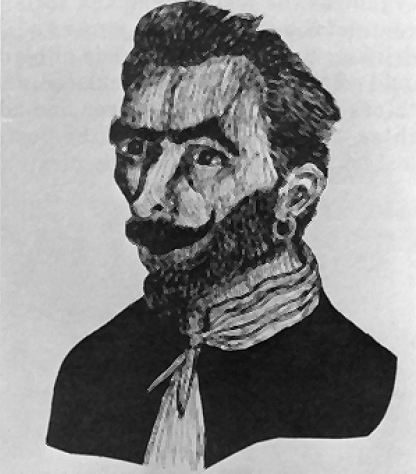
Gaspar en un volante de 1900.

José Gaspar, conocido por su sobrenombre Gasparilla (¿Sevilla, 1756? - 1821), es un ficticio pirata español, "el último de los bucaneros", quien se dice saqueó la costa oeste de la Florida durante finales del siglo XVIII y principios del XIX. Aunque es una figura popular en el folclor del estado de la Florida en Estados Unidos, no existe evidencia escrita de su existencia antes del siglo XX. Su leyenda es celebrada cada año en la ciudad de Tampa en el Festival Pirata de Gasparilla.

## Leyenda
Las historias de Gaspar son relativamente consistentes. Muchos dicen que nació en España en 1766 y sirvió de la Armada Española a bordo del buque Floridablanca. Entre sus primeras hazañas se encuentra la toma de una jovencita como rehén; algunas versiones indican que su posterior captura fue una de las motivaciones para unirse a la marina. Versiones más simples de la historia indican que él simplemente inició un motín y se convirtió en pirata poco tiempo después, aunque algunas más románticas dicen que tras alcanzar un alto rango en la marina se convirtió en un consejero del Rey Carlos III. Llegó a ser popular en la corte, pero cuando dejó a una amante por otra, la dama que había abandonado levantó falsos cargos contra él que, por lo general, se referían al robo de las joyas de la corona. Para escapar de su arresto tomó su buque y juró venganza contra su país a través de la piratería. Se cambió el nombre a "Gasparilla" y patrulló la costa oeste de la Florida durante los siguientes 38 años (se dice que fue entre 1783 y 1821, aproximadamente, años en los que la Florida estaba bajo control español por segunda vez), saqueando todo barco que se le cruzaba y acumulando un gran tesoro, el cual ocultaba en su escondite en la isla Gasparilla. La mayoría de los prisioneros hombres eran forzados a unirse a su tripulación como piratas o ejecutados, mientras que las mujeres eran llevadas a una isla cercana, llamada isla Captiva por esta razón, donde se volvían concubinas o se las mantenía allí hasta que se recibía un pago por su rescate por parte de sus familias.
Esta es una de varias historias sobre  Gasparilla que tratan de explicar el nombre de un lugar de la zona. Una de las historias más famosas trata sobre una princesa española (o novohispana), supuestamente llamada Useppa, que Gaspar había capturado. Ella rechazó al pirata repetidamente hasta que el amenazó con cortarle la cabeza si no se sometía a su lujuria. Aun así rehusó, y él la mató en un arranque de ira (o alternativamente, porque su tripulación demandó su muerte). El capitán inmediatamente se arrepintió de lo que había hecho, llevó su cuerpo a una isla cercana, la cual llamó isla Useppa en su honor, y la enterró en la misma. Algunas fuentes identifican a esta mujer como Josefa de Mayorga, la hija de Martín de Mayorga, el virrey de Nueva España entre 1779 y 1782, y argumentan que el nombre de la isla fue cambiando con el paso del tiempo. De igual manera, la isla Sanibel también se dice fue nombrada por el primer oficial de Gasparilla, Rodrigo López en honor a su examante, luego de que ésta lo abandonara en España. Al sentir empatía por el dolor de su amigo, Gaspar eventualmente permitió a López regresar a casa, e incluso le encomendó su diario personal. La isla de Sanibel también ha aparecido en otras historias como la supuesta ubicación del centro de operaciones de César Negro, un pirata haitiano cuya historia se cruza con la de Gasparilla.

## Orígenes de la leyenda
Juan Gómez, o John Gómez, fue una persona real que vivió en el suroeste de la Florida a finales del siglo XIX y principios del siglo XX. El viejo hombre era bien conocido por la gente del lugar por sus historias de su supuesta vida de pirata, y se decía fue el hombre de mayor edad en los Estados Unidos al momento de su muerte (lo cual es muy poco probable). Se especula que Gómez fue quien cultivó en mayor medida el desarrollo de la leyenda de Gasparilla, aunque no existen registros anteriores al siglo XX que asocien sus acciones reales con las de José Gaspar, cuya historia, real o ficticia, no aparece en registros escritos hasta aproximadamente 1900, cuando fue incluido en un panfleto de la compañía de trenes Charlotte Harbor and Northern Railroad.
Este panfleto fue entregado a los huéspedes del Hotel Boca Grande ubicado en la localidad de Boca Grande, el pueblo más grande en la isla de Gasparilla, hace referencia la muerte de John Gómez en 1900 y menciona que el enorme tesoro de Gaspar se encontraba enterrado en algún lugar de la isla, pero que nunca había sido encontrado. La versión de la historia de Gasparilla contada en el panfleto influenció todas las historias subsiguientes, y sirvió de inspiración para el Festival Pirata de Gasparilla de Tampa, celebrado por primera vez en 1904.
En 1923, un historiador de Boston llamado Francis B.C. Bradlee recibió una copia del panfleto por parte del presidente de Charlotte Harbor and Northern Railroad, e incluyó una historia de Gasparilla en un libro que estaba escribiendo sobre piratería. Su libro Piracy In The West Indies And Its Suppression, fue usado como la fuente principal para obras como Pirates' Who's Who de Philip Gosse y Florida Old and New de Frederick W. Dau. Estos autores tomaron la veracidad histórica de Gaspar por sentada. Desde esa vez, las obras históricas sobre piratas han incluido en forma regular a Gasparilla. Al mismo tiempo, el Festival Gasparilla de Tampa siguió creciendo y se volvió cada vez más elaborado; actualmente atrayendo a miles de personas a la ciudad. En 1980, el antropólogo francés Andre-Marcel d'Ans escribió un extenso artículo sobre el desarrollo de la leyenda de Gasparilla y el festival para el Tampa Bay History.

## Festival Pirata de Gasparilla

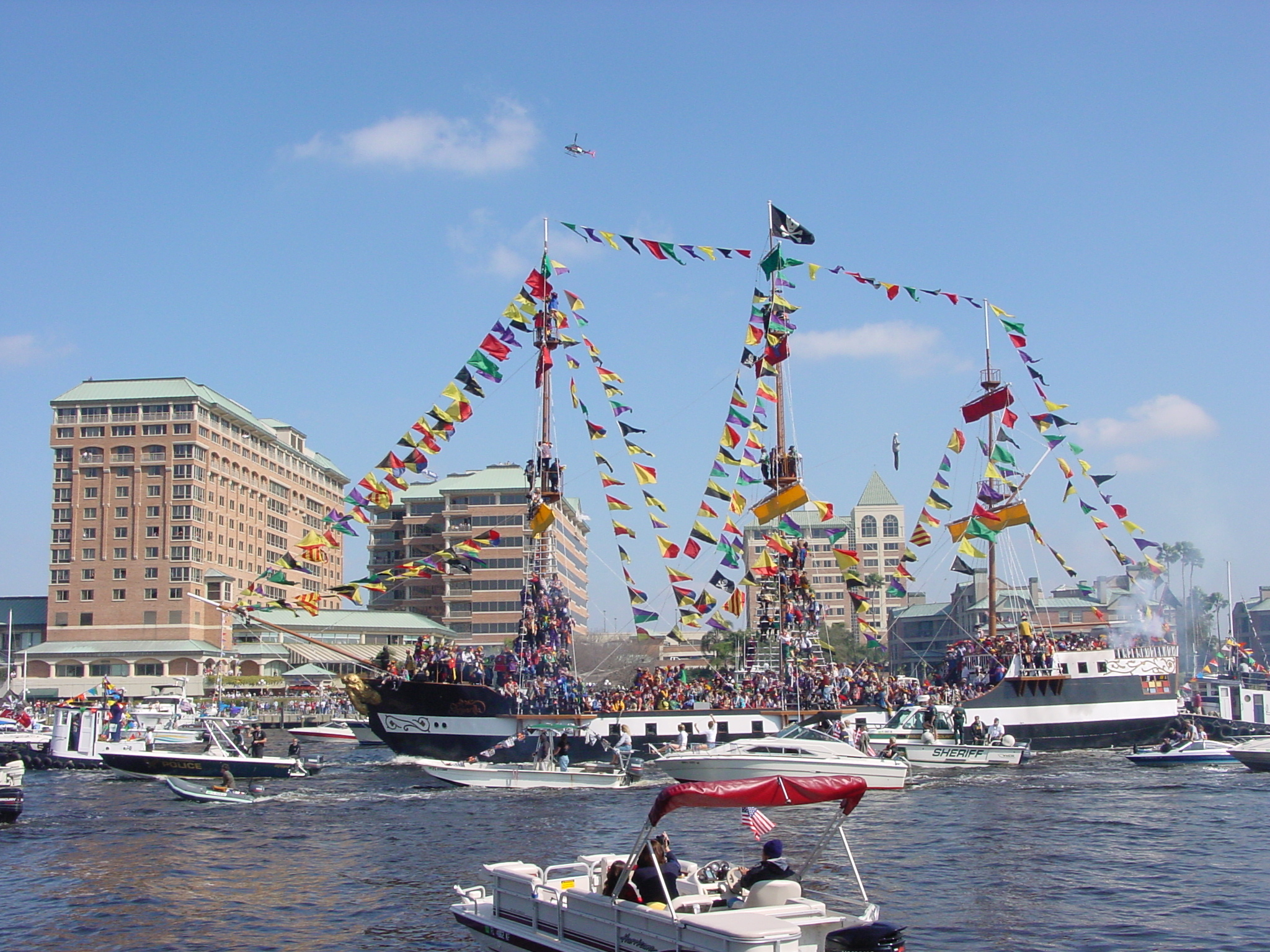
El buque pirata José Gaspar

En 1904, miembros de la élite empresarial de Tampa armaron una "invasión" de su ciudad basada en la crecientemente popular figura de Gasparilla. Utilizando una organización similar a la del Mardi Gras en Nueva Orleans, los invasores se vistieron de piratas y cabalgaron a través de las calles en un desfile. El evento fue todo un éxito, y los organizadores planearon un espectáculo incluso más elaborado para el año siguiente, donde todos los 60 automóviles de la ciudad participaron en el desfile por el centro de Tampa. El Festival Pirata de Gasparilla ha sido celebrado casi todos los años desde entonces, con sólo dos cortos paréntesis, y actualmente, más de 400.000 personas participan del evento, el cual contribuye con más de $20.000.000 a la economía local.